# Joe Martin Stage Race Women
La Joe Martin Stage Race Women es una carrera ciclista por etapas estadounidense que se disputa en los alrededores de Fayetteville, Arkansas. Fue creada en 1978 con el nombre de Fayetteville Spring Classic. Fue renombrada como Joe Martin Stage Race en 1989, en homenaje a su director de carrera Joe Martin, fallecido en 1988. Está organizada por un club ciclista local, el Fayetteville Wheelmen / Tyson Racing cycling team, y por la sociedad All Sports Productions.
La Joe Martin Stage Race Women es la versión femenina de la carrera del mismo nombre y forma parte del USA Cycling National Racing Calendar y a partir del 2015 se integró al Calendario UCI Femenino, en la categoría 2.2.

## Palmarés
| Año  | Ganador                | Segundo              | Tercero           |           |
| ---- | ---------------------- | -------------------- | ----------------- | --------- |
| 1996 | Julie Hudetz           |                      |                   |           |
| 1997 | Catherine Wahlberg     |                      |                   |           |
| 1998 | Lisa Klein             |                      |                   |           |
| 1999 | Andrea Ratkovic-Bowman |                      |                   |           |
| 2000 | Ary McLauvin           |                      |                   |           |
| 2001 | Anke Erlank            |                      |                   |           |
| 2002 | Lynn Gaggioli          |                      |                   |           |
| 2003 | Lynn Gaggioli          | Sue Palmer-Komar     | Amy Moore         |           |
| 2004 | Lynn Gaggioli          | Kori Kelley Seehafer | Katrina Berger    |           |
| 2005 | Lynn Gaggioli          | Grace Fleury         | Dotsie Bausch     |           |
| 2006 | Erinne Willock         | Alisha Lion          | Dotsie Bausch     |           |
| 2007 | Katharine Carroll      | Alex Wrubleski       | Katheryn Curi     |           |
| 2008 | Robin Farina           | Catherine Cheatley   | Laura Van Gilder  |           |
| 2009 | Alison Powers          | Katheryn Curi        | Katharine Carroll |           |
| 2010 | Alison Powers          | Katheryn Curi        | Amanda Miller     |           |
| 2011 | Janel Holcomb          | Megan Guarnier       | Lex Albrecht      |           |
| 2012 | Jade Wilcoxson         | Carmen Small         | Kathryn Donovan   |           |
| 2013 | Claudia Häusler        | Alison Powers        | Lauren Stephens   |           |
| 2014 | Lauren Stephens        | Laura Brown          | Jo Kiesanowski    |           |
| 2015 | Lauren Stephens        | Scotti Lechuga       | Amber Neben       |           |
| 2016 | Coryn Rivera           | Linda Villumsen      | Lauren Stephens   |           |
| 2017 | Ruth Winder            | Lauren Stephens      | Claire Rose       |           |
| 2018 | Katie Hall             | Sara Bergen          | Leah Thomas       |           |
| 2019 | Chloé Dygert           | Shannon Malseed      | Sara Bergen       |           |
| 2020 | cancelada              | cancelada            | cancelada         | cancelada |
| 2021 | Skylar Schneider       | Veronica Ewers       | Heidi Franz       |           |
| 2022 | Emma Langley           | Austin Killips       | Heidi Franz       |           |
| 2023 | Lauren Stephens        | Emily Ehrlich        | Emilie Fortin     |           |
| 2024 | cancelada              | cancelada            | cancelada         | cancelada |

Nota: Si bien la edición 2002 fue ganada por la ciclista Lynn Gaggioli se resalta que diferentes compilaciones del palmarés de la carrera registran en el palmarés el nombre de soltera de la ciclista: Lynn Brotzman.

## Palmarés por países
| País           | Victorias |
| -------------- | --------- |
| Estados Unidos | 24        |
| Canadá         | 1         |
| Alemania       | 1         |
| Sudáfrica      | 1         |